# 小苹果 (歌曲)
小苹果（英語：Little Apple）是中國音樂組合筷子兄弟於2014年5月29日发布的作品 ，该曲是筷子兄弟和屈菁菁主演的电影《老男孩之猛龙过江》的宣传曲。因网络改编而走红。
《小苹果》的创作初衷是向复古迪斯科致敬，曲風輕快，旋律易記，而歌詞中的「苹果」是人们鍾愛的水果之一，用苹果比喻珍爱的人很贴切。

## 音樂影片内容
音樂影片（MV）由南韓舞蹈明星裴瑟琪助刀，展示了一些广场舞的镜头，筷子兄弟並交织了数个关乎爱情和浪漫的小故事，包括舊約伊甸園亚当與夏娃偷喫禁果、美人魚情人的移情別戀、韓戰軍人與愛人的生離死別及整容失敗等。MV中广场舞也赢得了大众的强烈反响。

### 韓文版
2014年10月15日，韓國MBK娛樂宣布旗下女子團體T-ara推出此歌曲韓文版本，並於同年11月24日由MBK娛樂和KT音樂以數位下載形式發行。
2014年12月23日，發行《Little Apple》實體專輯。

### 歷史版
2015年12月在台灣曾有一位就讀台南高商應用外語科一年級女學生鐘昱旋花了一個上午的時間自己創作出改編版的「中國歷史版小蘋果」，由於歌詞朗朗上口，於三分鐘內便能讓所有人理解中國歷史的來龍去脈，該影片立即在網路上瘋傳。

### 派生版
2021年上映的春节档电影《人潮汹涌》推广曲《新的一年》中，融入了《小苹果》的旋律。

## 影响
该歌曲在中国大陆为广场舞的主要配乐。2015年3月23日，《小苹果》被中国国家体育总局成为广场舞的推荐曲目。

## 电子游戏
- 小苹果被选入万代南梦宫在PlayStation Vita上发售的《太鼓达人V》，作为追加下载内容的歌曲之一在2015年推出。
- 小苹果被育碧选入《舞力全开2015》的中国大陆行货版游戏，作为可游戏曲目之一。

## 奖项
- 2014年全美音乐奖：年度国际最佳流行音乐奖[11]